# 官寨苗族乡
官寨苗族乡是中华人民共和国贵州省毕节市织金县下辖的一个民族乡。

## 行政区划
官寨苗族乡下辖以下村级行政区划单位：
化塔村、官寨村、大寨村、屯上村、尖山村、黄泥村、白马村、萝卜村、麻窝村、青山村、联盟村、茅草村、民生村、凤岗村、红岩村和化窝村。